# Ebenavia safari
Ebenavia safari — вид геконоподібних ящірок родини геконових (Gekkonidae). Мешкає на Мадагаскарі та на інших островах західній частині Індійського океану. Описаний у 2018 році.

## Поширення і екологія
Ebenavia safari мешкають на півночі острова Мадагаскар, а також на острові Майотта в архіпелазі Коморських островів та на острові Пемба в Занзібарському архіпелазі, куди, ймовірно, були інтродуковані. Вони живуть у вологих і сухих тропічних лісах.